# Mount Bain
Mount Bain ist ein 2090 m (nach Angaben des UK Antarctic Place-Names Committee 1550 m) hoher Berg an der Loubet-Küste des Grahamlands im Norden der Antarktischen Halbinsel. Er ragt dort zwischen dem Hopkins- und dem Erskine-Gletscher auf.
Das UK Antarctic Place-Names Committee benannte ihn 1958 nach dem britischen Ernährungswissenschaftler James Stuart Bain (* 1923), der zwischen 1948 und 1956 ein Vakuumisationsverfahren zur Haltbarmachung von Expeditionsnahrung entwickelte.